# Wyższa Szkoła Wychowania Fizycznego i Turystyki w Białymstoku
Wyższa Szkoła Wychowania Fizycznego i Turystyki w Białymstoku – niepubliczna szkoła wyższa, powstała 2001 w wyniku przekształcenia dotychczasowego Nauczycielskiego Kolegium Wychowania Fizycznego im. Zygmunta Szelesta w Supraślu. Kształcenie odbywało się na kierunku Wychowanie fizyczne w ramach studiów I (licencjackich) i II stopnia (magistrskich, od 2005 r.). Od września 2008 siedziba uczelni znajdowała się w Białymstoku. Uczelnia została zlikwidowana 25 sierpnia 2022 roku, kiedy została włączona w skład Wyższej Szkoły Finansów i Zarządzania w Białymstoku.

## Historia
- 1998 – utworzenie Nauczycielskiego Kolegium Wychowania Fizycznego im. Zygmunta Szelesta w Supraślu w budynku Zespołu Szkół Mechanizacji Rolnictwa przy ul. Piłsudskiego 64. Podjęcie współpracy z Akademią Wychowania Fizycznego Józefa Piłsudskiego w Warszawie.
- kwiecień 2001 – przekształcenie Nauczycielskiego Kolegium Wychowania Fizycznego w autonomiczną uczelnię o nazwie "Wyższa Szkoła Wychowania Fizycznego i Turystyki w Supraślu".
- 2005 – uzyskanie zgody Ministra Edukacji Narodowej na prowadzenie studiów II stopnia na kierunku Wychowanie Fizyczne.
- 19 czerwca 2007 – sygnowanie umowy na dofinansowanie budowy Centrum Dydaktyczno-Sportowe WSWFiT w Białymstoku ze środków Europejskiego Funduszu Rozwoju Regionalnego (EFRR) w ramach Zintegrowanego Programu Operacyjnego Rozwoju Regionalnego (ZPORR).
- 29 czerwca 2007 – przyznanie pierwszego tytułu magisterskiego przez WSWFiT w Supraślu[2].
- 2007 – przebudowa i rozbudowa budynku opuszczonych warsztatów szkolnych technikum włókienniczego (Zespołu Szkół Włókienniczych) z 1931 u zbiegu ul. A. Mickiewicza i ul. C. Miłosza do celów uczelni (projektant: dr inż. arch. Tomasz Ołdytowski)[3].

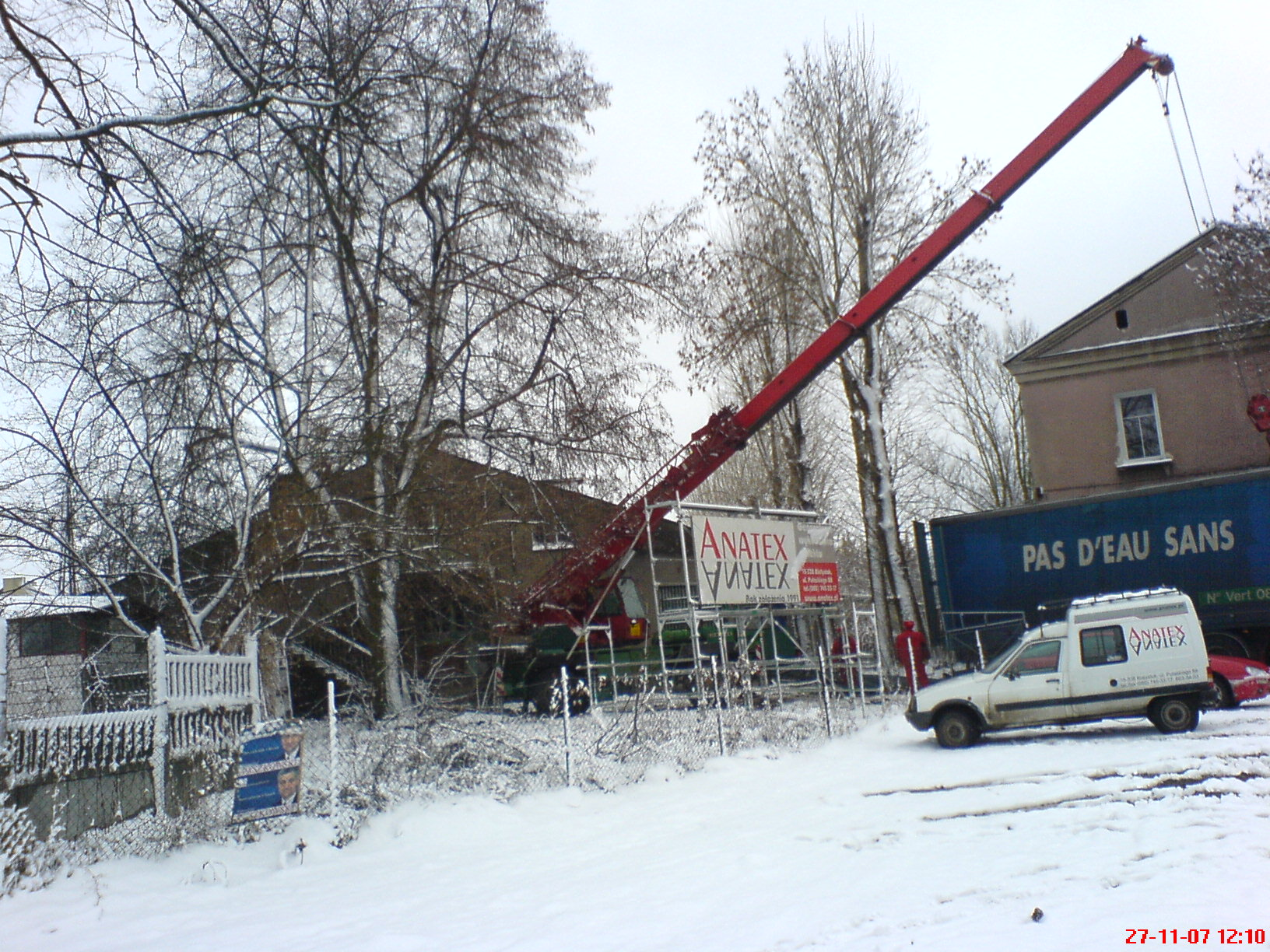
Budowa kampusu WSWFiT w Białymstoku – 2007 r.

Budynek stanowił przed 1939 część kompleksu włókienniczego Nowików, ciągnącego się od ulicy Augustowskiej (poza budynkiem warsztatów - być może dawnej przędzalni - zachowały się jeszcze wieża ciśnień i tkalnia, reszta została zburzona w związku z budową galerii Biała).
- czerwiec-lipiec 2008 – przeniesienie siedziby z Supraśla do nowoczesnego budynku dydaktycznego w Białymstoku, posiadającego salę gimnastyczną, dydaktyczną salę gier, salę ćwiczeń muzyczno-ruchowych, siłownię, sale dydaktyczne fizjologii, biomechaniki, komputerową oraz bibliotekę.
- 30 października 2009 – Inauguracja roku akademickiego dla ponad 800 studentów, z których 300 rozpoczęło naukę na pierwszym roku (po połowie na studiach magisterskich i licencjackich)[1].
- 25 sierpnia 2022 - Decyzja Ministra Edukacji i Nauki nr DSW-WUN.8011.26.2022.BP o włączeniu Wyższej Szkoły Wychowania Fizycznego i Turystyki w Białymstoku do Wyższej Szkoły Finansów i Zarządzania w Białymstoku, zgodnie z wolą założycieli obu uczelni: Wszechnicy Edukacyjnej 2000 Sp. z o.o. oraz Wschodnioeuropejskiego Instytutu Gospodarki Sp. z o.o.

## Lista rektorów
- prof. dr hab. Krzysztof Janusz Sobolewski (2001-2009)
- dr Krzysztof Ludwik Sobolewski (2009-2016)
- dr Dorota Sokołowska, prof. WSWFiT w Białymstoku (2016-2022)

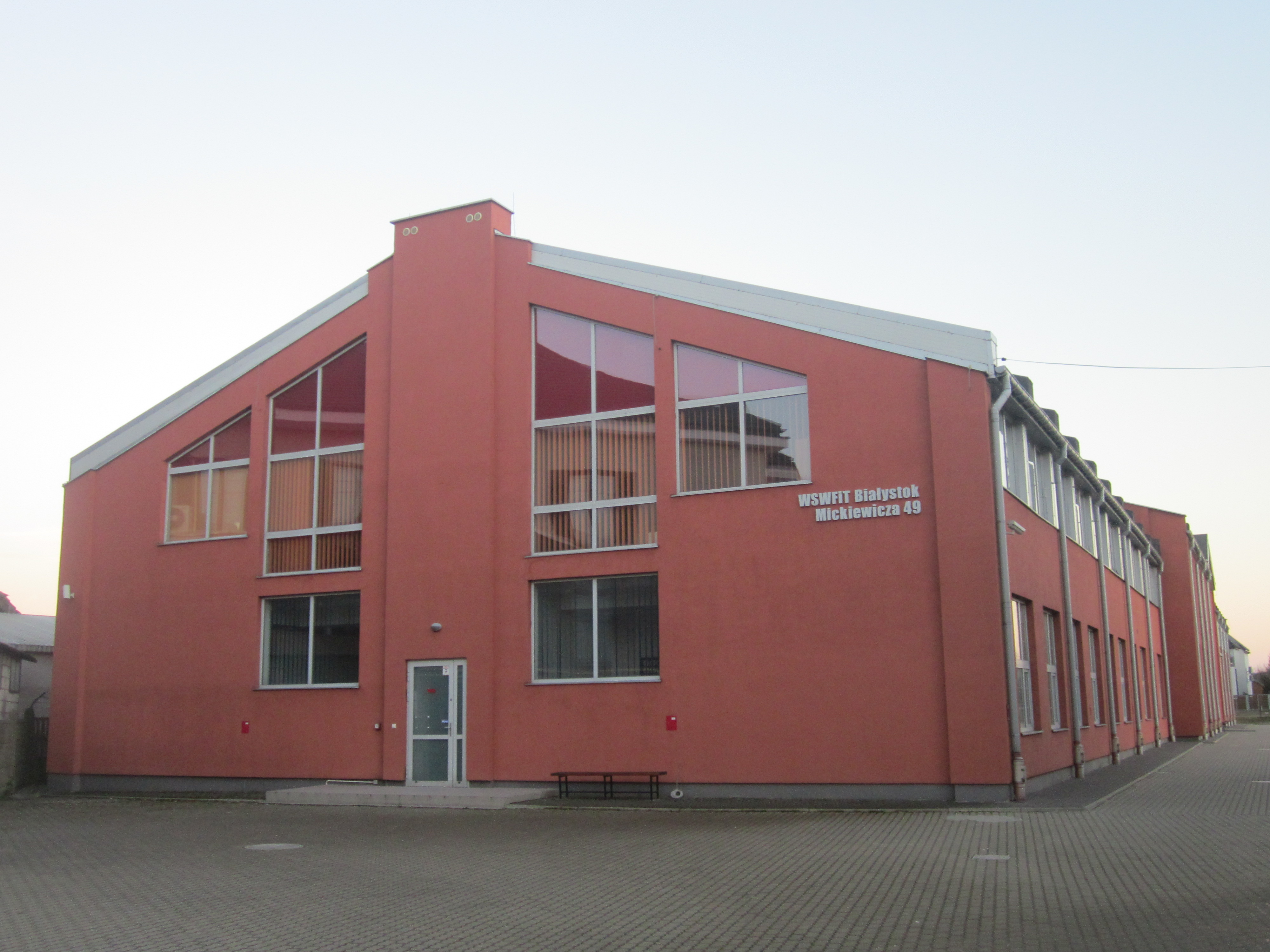
Budynek WSWFiT przy ul. Mickiewicza

## Osiągnięcia WSWFiT
- 6. miejsce na Akademickich Mistrzostwach Europy w koszykówce kobiet i piłce nożnej w 2005 roku
- Mistrzostwo XXII i XXIII edycji Mistrzostw Polski Szkół Wyższych w typie uczelni niepublicznych (42 dyscypliny sportowe) w latach 2002-2006.

Reprezentacje Klubu Uczelnianego AZS uczestniczą w rozgrywkach Podlaskiej Ligi Akademickiej, Mistrzostwach Polski Szkół Wyższych oraz pięciokrotnie w Akademickich Mistrzostwach Europy (w piłce nożnej, koszykówce, piłce siatkowej i badmintonie).

## Dodatkowe informacje
- W 2003 – wydanie pierwszych numerów magazynu studentów Wuefiak oraz kwartalnika naukowego Podlaska Kultura Fizyczna,
- Uczelnia była organizatorem Międzynarodowej Konferencji Studenckich Kół Naukowych na tematy m.in. problematyki wychowania fizycznego, sportu, rekreacji ruchowej i turystyki w działalności studenckich kół naukowych[2],
- Uczelnia organizowała obozy: letni w Wilkasach koło Giżycka nad jeziorem Niegocin oraz zimowy (do 2007 roku schronisko Przysłop w masywie Baraniej Góry, a od 2008 w czeskim Pecu pod Sniěžkou)[3],
- Po wyprowadzeniu z Supraśla WSWFiT w budynku przy ul. Piłsudskiego 64 pozostało Centrum Edukacji, które w 2013 z powodu problemu z naborem i kosztów utrzymania przeznaczono do likwidacji[5].